# Jacaltenango

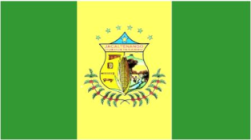
Bandeira de Jacaltenango

Jacaltenango é uma cidade da Guatemala do departamento de Huehuetenango.